# HTC Desire Eye
O HTC Desire Eye é um smartphone com sistema operacional Android fabricado pela HTC. O telemóvel foi anunciado em 8 de outubro de 2014
 e lançado em 7 de novembro de 2014.
Ele ficou conhecido como o telefone das selfies, pois, sua câmera frontal possuí a mesma qualidade de imagem da câmera traseira.

## Características
O Desire Eye vem de fábrica com o Android 4.4 e HTC Sense 6.0.  
Uma atualização para o Android 5.0.2 e Sense 7 já foi disponibilizada pela fabricante.

## Hardware
O Desire Eye é equipado com um hardware similar ao carro chefe HTC One M8. O pacote incluí um processador de Quatro Núcleos Qualcomm Snapdragon 801 de 2.3 Ghz, 2GB de Memória RAM, uma câmera frontal e traseira de 13 MP com flash de LED de dois tons em ambas as câmeras.
Completa o pacote uma bateria de 2400 mAh e um ecrã de 5.2 polegadas com display HD e dois alto falantes frontais com tecnologia HTC Boom Sound.
Seu corpo é resistente a água com protocolo IPX7, sendo resitente a 1 metro de profundidade por até 30 minutos.

## Recepção
O Eye recebeu reviews positivos da crítica especializada. Andrew Hoyle da CNET pontuou o aparelho com 8 estrelas de 10 possíveis.
Chris Velazco da Engadget pontuou o Desire Eye com 74 de 100 possíveis e classificou o telemóvel como uma performance incrível.
O Site TrustedReview escreveu que "A HTC fez um grande trabalho em adaptar as duas câmeras para seus respectivos usos" e "As câmeras são exatamente o que todos estão comentando, o HTC Desire Eye é um telemóvel que te atende em qualquer situação".